# Страна любви
«Страна любви» — восьмой студийный альбом российской певицы Валерии.

## История выхода альбома
Возвращение Валерии на большую сцену после полуторалетнего творческого перерыва состоялось на премии Муз-ТВ 2003. А уже через полгода, в апреле 2004 года записывается её первый альбом - "Нежность моя" с новым продюсером — Иосифом Пригожиным. Главным музыкальным продюсером альбома выступил известный российский композитор Виктор Дробыш. Одноимённый альбом вышел 12 октября 2003 года с 11 композициями.
Альбом «Страна любви» вышел в двух версиях: стандартной и deluxe (подарочный вариант). Последняя версия включает в себя видеоклип и фотографии певицы. Альбом был переиздан в 2004 году с дополнительными ремиксами и последними видеоклипами. Также были изданы концертные версии альбома на VHS и DVD.
Многие песни с альбома пользовались популярностью и занимали верхние позиции чартов. В декабре 2003 года Валерия получила национальную музыкальную премию «Золотой граммофон» за песню «Часики». В июне 2004 года на 2-й Ежегодной национальной телевизионной премии в области популярной музыки «Муз-ТВ 2004» Валерия названа «Лучшей исполнительницей». 16 октября на премии MTV Russian Music Awards Валерия, по итогам зрительского голосования, также была удостоена звания «Лучшей исполнительницы». В ноябре 2004 года получила награду на Премии Российской Индустрии Звукозаписи «Рекордъ-2004» в номинации «Радиохит года» за песню «Часики». А в декабре с песней «Черно-белый цвет» стала лауреатом народной музыкальной премии «Золотой граммофон».

## Список композиций
| №  | Название песни                                                    | Продолжительность |
| -- | ----------------------------------------------------------------- | ----------------- |
| 1  | «Перелей вода» (музыка: В.Дробыш; слова: А.А’Ким)                 | 04:12             |
| 2  | «Часики» (музыка: В.Дробыш; слова: Л.Стюф)                        | 03:20             |
| 3  | «Была любовь» (музыка: В.Дробыш; слова: А.А’Ким)                  | 03:38             |
| 4  | «Радуга-дуга» (музыка: В.Дробыш; слова: Л.Стюф)                   | 04:04             |
| 5  | «Чёрно-белый цвет» (музыка: В.Дробыш, Вал. Дробыш; слова: Л.Стюф) | 03:42             |
| 6  | «Ты пришёл» (музыка: В.Дробыш; слова: Л.Стюф)                     | 05:05             |
| 7  | «Розовый туман» (музыка: В.Дробыш; слова: Л.Стюф)                 | 04:00             |
| 8  | «Угадай» (музыка: В.Матецкий, Л.Гуткин; слова: Э.Мельник)         | 04:03             |
| 9  | «Обо мне вспоминай» (музыка: В.Дробыш; слова: Л.Стюф)             | 04:40             |
| 10 | «Страна любви» (музыка: В.Дробыш; слова: Л.Стюф)                  | 04:00             |
| 11 | «Часики» (remix) (музыка: В.Дробыш; слова: Л.Стюф)                | 03:22             |

Дополнения:
Подарочный вариант альбома (deluxe версия) включает в себя дополнительные материалы:
- «Часики» (караоке-версия)
- «Была любовь» (Видеоклип)
- Фотографии Валерии

## Переиздание
Альбом был переиздан в 2004 году.
| №  | Название песни                                                            | Продолжительность |
| -- | ------------------------------------------------------------------------- | ----------------- |
| 1  | «Перелей вода» (музыка: В.Дробыш; слова: А. А’Ким)                        | 04:12             |
| 2  | «Часики» (музыка: В.Дробыш; слова: Л.Стюф)                                | 03:20             |
| 3  | «Была любовь» (музыка: В.Дробыш; слова: А. А’Ким)                         | 03:38             |
| 4  | «Радуга-дуга» (музыка: В.Дробыш; слова: Л.Стюф)                           | 04:04             |
| 5  | «Чёрно-белый цвет» (музыка: В.Дробыш, Вал. Дробыш; слова: Л.Стюф)         | 03:42             |
| 6  | «Ты пришёл» (музыка: В.Дробыш; слова: Л.Стюф)                             | 05:05             |
| 7  | «Розовый туман» (музыка: В.Дробыш; слова: Л.Стюф)                         | 04:00             |
| 8  | «Угадай» (музыка: В.Матецкий, Л.Гуткин; слова: Э.Мельник)                 | 04:03             |
| 9  | «Обо мне вспоминай» (музыка: В.Дробыш; слова: Л.Стюф)                     | 04:40             |
| 10 | «Страна любви» (музыка: В.Дробыш; слова: Л.Стюф)                          | 04:00             |
| 11 | «Часики» (remix) (музыка: В.Дробыш; слова: Л.Стюф)                        | 03:22             |
| 12 | «Часики» (караоке-версия) (музыка: В.Дробыш; слова: Л.Стюф)               | 03:02             |
| 13 | «Чёрно-белый цвет» (remix) (музыка: В.Дробыш, Вал. Дробыш; слова: Л.Стюф) | 03:23             |
| 14 | «Перелей вода» (remix) (музыка: В.Дробыш; слова: А. А’Ким)                | 03:31             |
| 15 | «Перелей вода» (DanceNationRemix) (музыка: В.Дробыш; слова: А. А’Ким)     | 03:42             |
| 16 | «Ты грустишь» (Валерия и Стас Пьеха) (музыка: В.Дробыш; слова: Л.Стюф)    | 03:35             |

Бонус видео:
| № | Название клипа                                                    | Продолжительность |
| - | ----------------------------------------------------------------- | ----------------- |
| 1 | «Была любовь» (музыка: В.Дробыш; слова: А. А’Ким)                 | 03:37             |
| 2 | «Чёрно-белый цвет» (музыка: В.Дробыш, Вал. Дробыш; слова: Л.Стюф) | 03:03             |
| 3 | «Отпусти меня» (музыка: И.Крутой; слова: Л.Стюф)                  | 03:33             |
| 4 | «Перелей вода» (музыка: В.Дробыш; слова: А. А’Ким)                | 03:52             |